# Lycoderes luctans
Lycoderes luctans är en insektsart som beskrevs av Carl Stål 1862. Lycoderes luctans ingår i släktet Lycoderes och familjen hornstritar. Inga underarter finns listade i Catalogue of Life.